# آناتولیا قاریبیان
آناتولیا قاریبیان (ارمنی: Անատոլյա Ղարիբյան؛ زادهٔ ۱۹۲۲) خواننده اپرا متزوسوپرانو و بازیگر اهل ارمنستان بود. وی بین سال‌های - تا - میلادی فعالیت می‌کرد.

## زندگی‌نامه
وی در ۱۹۲۲ به دنیا آمد . وی در تالار آکادمی ملی اپرا و باله آلکساندر اسپنداریان فعالیت می‌کرد. همچنین برندهٔ جوایزی همچون هنرمند شایسته ارمنستان شوروی (۱۹۵۲) شده‌است.